# Aaly Karaschew

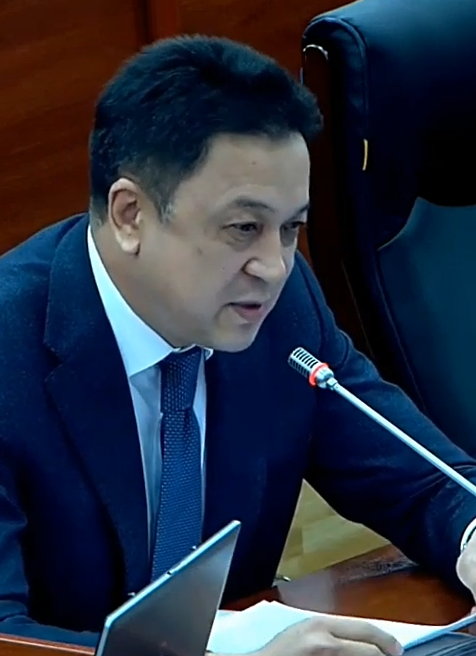
Karaschew

Aaly Karaschew (* am 30. Oktober 1968 im Oblus Osch, KiSSR, UdSSR) ist ein kirgisischer Politiker der Partei Ata-Schurt. Er war vom 1. bis zum 5. September 2012 kommissarisch Premierminister Kirgisistans und ist momentan Mitglied im Dschogorku Kengesch.

## Leben
1986 bis 1991 erhielt er seine Ausbildung am kirgisischen Landwirtschaftsinstitut, die er mit dem Grad Kandidat der Agrarwissenschaften abschloss. Danach war er von 1992 bis 1995 erfolgreich Doktorand am kirgisischen Landwirtschaftsinstitut, bevor er ebenda Assistent wurde. 1996 verließ er das kirgisische Landwirtschaftsinstitut, um seine Laufbahn als Chefspezialist beim Verband der Kommunalverwaltungen der Kirgisischen Republik fortzusetzen. 1998 stieg er dort zum Stabschef auf, wechselte jedoch im selben Jahr zum Präsidenten der Kirgisischen Republik, wo er stellvertretender Abteilungsleiter in der Abteilung für kommunale Selbstverwaltung und Agrarpolitik wurde. 1999–2000 war er Experte in der Abteilung für Organisationsarbeit und Politik der öffentlichen Verwaltung des Präsidenten. 2000–2005 arbeitete er als Inspektor in der Abteilung für Organisationsarbeit und Politik der öffentlichen Verwaltung des Präsidenten. In den Jahren von 2007 bis 2009 fungierte Karaschew als Gouverneur des Oblus Osch. 2009 wurde er zum Stabschef in der Regierung Kirgisistans ernannt. Diese Position hielt er bis 2010 inne.
Nach einem kurzen Intermezzo als Leiter der Abteilung für staatliche und territoriale Verwaltung und Personalarbeit des Büros des Präsidenten der Kirgisischen Republik im Dezember 2011 wurde er am 23. Dezember 2011 1. Vize-Premierminister Kirgisistans. Nachdem Almasbek Atambajew am 24. August 2012 seine Regierung entlassen hatte, war Karaschew nun vom 24. August kommissarisch stellvertretender Premierminister und daraufhin vom 1. bis zum 6. September kommissarisch Premierminister Kirgisistans. Danach fungierte er bis 2015 als Direktor des staatlichen Personaldienstes.
2015 wurde er erneut 1. Vize-Premierminister Kirgisistans. Diese Position verlor er durch ein Dekret Atambajews am 13. April 2016. Er blieb Mitglied des Dschogorku Kengesch, wechselte jedoch von der SDPK zu Ata-Schurt.
Karaschew ist verheiratet und hat 2 Kinder.